# Dr. Buzzard's Original Savannah Band
I Dr. Buzzard's Original Savannah Band sono stati un gruppo musicale statunitense. Considerati tra i più originali complessi della disco music, la formazione omaggia i gruppi jazz degli anni trenta in stile Cab Calloway, i musical hollywoodiani, e la musica latina.

## Storia
I Dr. Buzzard's Original Savannah Band erano uno dei progetti del bassista e cantante Thomas August Darnell Browder, che negli anni ottanta avrà grande fortuna critica e commerciale utilizzando il soprannome Kid Creole. Fondati nel 1974 da Darnell e suo fratello Stony (pianoforte e voce), la formazione contava la presenza di Cory Daye (voce), una delle prime "dive" della disco music, Mickey Sevilla (percussioni) e Andy Hernandez (percussioni), che continuerà a collaborare con Thomas Browder dopo lo scioglimento della formazione.
I Dr Buzzard's Original Savannah Band pubblicarono tre album intesi come una trilogia di colonne sonore di film immaginari: Dr. Buzzard's Original Savannah Band (1976), Dr. Buzzard's Original Savannah Band Meets King Penett (1978) e Dr. Buzzard's Original Savannah Band Goes to Washington (1979). Dal primo di essi venne estratto il singolo Cherchez La Femme, che divenne disco d'oro e verrà reinterpretata da Gloria Estefan. Un estratto della canzone verrà utilizzato dal rapper Ghostface Killah nella sua Cherchez La Ghost. L'album contiene anche Sunshower, campionata da molti artisti tra cui A Tribe Called Quest, M.I.A., Ghostface Killah e De La Soul. Nel 1984, anno del loro scioglimento, licenziarono Calling All Beatniks!
Nel 1996 venne pubblicata la compilation The Very Best of Dr. Buzzard's Original Savannah Band, contenente le tracce dei primi due album.

## Formazione
- Thomas Browder – voce, basso
- Stony Browder – voce, pianoforte
- Cory Daye – voce
- Andy Hernandez – percussioni
- Mickey Sevilla – percussioni

## Discografia

### Album in studio
- 1976 – Dr. Buzzard's Original Savannah Band
- 1978 – Dr. Buzzard's Original Savannah Band Meets King Penett
- 1979 – Dr. Buzzard's Original Savannah Band Goes to Washington
- 1984 – Calling All Beatniks!

### Singoli
- 1976 – I'll Play the Fool
- 1976 – Cherchez La Femme
- 1976 – Sour and Sweet
- 1978 – Mister Love
- 1978 – Organ Grinder
- 1978 – Auf Wiedersehen, Darrio
- 1978 – Transistor Madness
- 1979 – Didn't I Love You Girl

### Album compilation
- 1996 – The Very Best of Dr. Buzzard's Original Savannah Band
- 2005 – The Disco Kids